# Le Commencement
Le Commencement (The Beginning) est le 1er épisode de la saison 6 de la série télévisée X-Files. Dans cet épisode, qui fait partie de l'arc mythologique de la série, Mulder et Scully, dessaisis des affaires non classées, essaient de récupérer leurs postes en résolvant une enquête.

## Résumé
À Phoenix, deux employés de Roush Technologies sont tués par une créature qui est sortie de l'estomac de l'un d'eux. Pendant ce temps, à Washington, Mulder fait le compte-rendu de son expédition en Antarctique avec Scully, mais échoue à convaincre ses supérieurs. Skinner apprend aux deux agents qu'ils ne sont plus affectés aux affaires non classées. Mulder découvre peu après que c'est Jeffrey Spender et Diana Fowley qui les remplacent dans cette fonction. Skinner met toutefois Mulder et Scully sur la piste du double meurtre mystérieux de Phoenix.

## Distribution
- David Duchovny : Fox Mulder
- Gillian Anderson : Dana Scully
- Mitch Pileggi : Walter Skinner
- William B. Davis : l'homme à la cigarette
- Chris Owens : Jeffrey Spender
- Mimi Rogers : Diana Fowley
- Jeff Gulka : Gibson Praise
- James Pickens Jr. : Alvin Kersh
- Kim Robillard : Homer
- Arthur Taxier : le directeur adjoint P. Bart
- Wendie Malick : la directrice adjointe J. Maslin
- Don S. Williams : First Elder
- George Murdock : Second Elder
- Benito Martinez : le prêtre

## Accueil

### Audiences
Lors de sa première diffusion aux États-Unis, l'épisode réalise un score de 11,9 sur l'échelle de Nielsen, avec 17 % de parts de marché, et est regardé par 20,34 millions de téléspectateurs.

### Accueil critique
L'épisode recueille des critiques plutôt mitigées. Dans son livre, Tom Kessenich estime que l'épisode est « assez bonne entrée en matière » pour cette nouvelle saison. Todd VanDerWerff, du site The A.V. Club, lui donne la note de B.
John Keegan, du site Critical Myth, lui donne la note de 5/10. Le site Le Monde des Avengers lui donne la note de 2/4.
Paula Vitaris, de Cinefantastique, lui donne la note de 1,5/4. Dans leur livre sur la série, Robert Shearman et Lars Pearson lui donnent la note de 1/5. 

## Remarques
Dans ce 1er épisode, l'enfant Gibson Praise, présent dans le 20e épisode de la saison 5, est de retour.
Un employé un peu paresseux d'une centrale nucléaire se nomme Homer. Homer Simpson travaille lui-aussi dans une centrale.